# Liu Changcheng
Liu Changcheng (chinesisch 刘长城, Pinyin Liú Chángchéng; * 3. Mai 1964 in Peking, Volksrepublik China), auch Liu Chang Cheng, ist ein ehemaliger chinesisch-deutscher Volleyballspieler und jetziger -trainer.

## Karriere
Liu begann seine Volleyball-Karriere in der Schule. Später spielte er im Universitätsteam und in der Stadtmannschaft von Peking. Im Alter von achtzehn Jahren bestritt er sein erstes Länderspiel für die chinesische Nationalmannschaft. Bei den Olympischen Spielen 1984 in Los Angeles belegte er Platz acht. Insgesamt absolvierte der Angreifer 203 Länderspiele. 1989 kam er zum deutschen Bundesligisten Moerser SC. Kurz nachdem er nach Deutschland gekommen war, heiratete er Dai Ming, die für den VC Schwerte in der Frauen-Bundesliga spielte. Liu stand beim MSC gemeinsam mit Georg Grozer senior auf dem Feld und gewann zwischen 1990 und 1993 den CEV-Pokal, die deutsche Meisterschaft und zweimal den DVV-Pokal. Während seiner Bundesliga-Zeit war er in den Ranglisten des deutschen Volleyballs vertreten und wurde 1992 zum „wertvollsten Spieler“ gewählt.
Nach seiner Karriere als Spieler betrieb der Chinese ein Restaurant in Moers. Später wurde er Assistent seines ehemaligen Mitspielers Grozer senior, der mittlerweile Trainer beim MSC geworden war. Als Grozer 2009 entlassen wurde, übernahm Liu Changcheng selbst die Rolle des Cheftrainers. In seiner ersten Saison geriet Moers in die Abstiegsrunde der Bundesliga, bevor der Verein 2011 das Playoff-Viertelfinale erreichte und 2012 erst im Halbfinale unterlag. Nach dem Rückzug von Moers aus finanziellen Gründen aus der Bundesliga war Liu von 2014 bis 2016 Spielertrainer in der viertklassigen Regionalliga West. Seit 2016 trainierte er die Zweitligafrauen der Skurios Volleys Borken, mit denen er in der Saison 2018/19 ungeschlagen die Meisterschaft gewann. 2021/22 konnte er diesen Erfolg wiederholen.
Liu wechselte zur Saison 2024/25 in die Männerbundesliga zum VC Bitterfeld-Wolfen, um diese in ihrer zweiten Erstligasaison zu begleiten. Dort unterschrieb er für zwei Jahre.